# Garry Rodrigues
Garry Mendes Rodrigues (* 27. November 1990 in Rotterdam) ist ein kap-verdischer Fußballspieler, der für Ankaragücü spielt.

## Karriere

### Vereine
Garry Rodrigues spielte während seiner Jugend drei Jahre bei Feyenoord Rotterdam und wechselte 2007 nach Portugal zu Real Sport Clube. Nach zwei Jahren kehrte Rodrigues in die Niederlande zurück und unterschrieb bei XerxesDZB. Es folgten Transfers zum Rostocker FC und FC Boshuizen. Im Sommer 2012 verpflichtete ihn der Erstligist ADO Den Haag und wurde noch vor dem ersten Spieltag an den FC Dordrecht ausgeliehen.
Für Dordrecht gab der Linksaußenspieler sein Debüt am 10. August 2012 gegen den FC Emmen. Sein erstes Tor gelang ihm, zwei Wochen später, gegen den FC Den Bosch. Für den FC Dordrecht erzielte Rodrigues in 20 Spielen fünf Tore. Im Februar 2013 wechselte er zu Lewski Sofia. Dort wurde er zum Stammspieler und erzielte drei Tore bei 14 Erstligaeinsätzen. In der Hinrunde der Saison 2013/14 spielte Rodrigues seine bis dahin torreichste Saison. In der bulgarischen 1. Liga machte er elf Tore, im Pokal waren es drei. Seine Leistungen machten auf ihn aufmerksam.
Am 27. Januar 2014 unterschrieb Garry Rodrigues beim FC Elche. Beim FC Elche kam der kap-verdische Fußballspieler auf 42 Erstligaeinsätze. Am 31. Juli 2015 löste er seinen Vertrag bei den Spaniern auf und wechselte nach Griechenland zu PAOK Saloniki.
Während der Winterpause der Saison 2016/17 wechselte Rodrigues zu Galatasaray Istanbul. Rodrigues erhielt bei den Gelb-Roten einen Vertrag bis zum 31. Mai 2021. PAOK Thessaloniki erhielt eine Ablöse von 3,5 Millionen Euro. Beim nächsten Wechsel des Spielers kommen weitere 20 % dazu, falls Galatasaray eine Ablösesumme erhält.
Rodrigues kam in zwei Jahren für Galatasaray Istanbul zu 61 Ligapartien und erzielte 13 Tore. In der Winterpause 2018/19 wechselte der Flügelspieler für eine Ablösesumme von 10,25 Millionen US-Dollar nach Saudi-Arabien zu Ittihad FC. Im Juli 2019 wurde er für zwei Jahre an Fenerbahçe Istanbul verliehen. Im Oktober 2020 wurde die zweijährige Leihe vorzeitig abgebrochen, somit kehrte Rodrigues frühzeitig zu Ittihad FC zurück.
Am 18. September 2021 gab Olympiakos Piräus die Verpflichtung von Rodrigues bis 2024 bekannt. Dieser Vertrag wurde in seiner vollen Laufzeit nicht erfüllt, da er im Sommer 2023 ablösefrei zum türkischen Erstligisten Ankaragücü wechselte.

### Nationalmannschaft
Garry Rodrigues gab sein Debüt für die Kapverdische Fußballnationalmannschaft am 14. August 2013 in einem Freundschaftsspiel gegen Gabun. Rodrigues gehörte zum Kader von Kap Verde bei der Afrikameisterschaft 2015. Während der Gruppenphase kam er zu einem Einsatz und zwar bei der Partie gegen Sambia.
Beim Afrika-Cup 2022 stand er erneut im kapverdischen Aufgebot. Er wurde in allen vier Spielen des Turniers eingesetzt. Rodrigues erzielte im letzten Gruppenspiel gegen Kamerun den 1:1-Ausgleich, durch den sein Team das Achtelfinale erreichte. Dort schied Kap Verde gegen den späteren Afrikameister Senegal aus.

## Erfolge
- Türkischer Meister: 2017/18
- Griechischer Meister: 2021/22